# Белозерская волость (Херсонский уезд)
Белозерская волость — административно-территориальная единица Херсонского уезда Херсонской губернии.
По состоянию на 1886 год состояла из 4 поселений, 4 сельских общин. Население 9041 человек (4505 мужского пола и 4536 женского), 3062 дворовых хозяйства.
|                        | Площадь, десятин | В том числе пахотной, дес. |
| ---------------------- | ---------------- | -------------------------- |
| Сельских общин         | 20 766           | 12 401                     |
| Казённой собственности | 2032             | 651                        |
| Другой собственности   | 361              | 225                        |
| Всего                  | 23 159           | 13 277                     |

Поселения волости:
- Белозёрка (Скадовка, Ивановка) — село при Белоозере в 14 верстах от уездного города, 858 человек, 149 дворов, церковь православная, школа, ссудо-сберегательное общество, лавка. За 2 версты — церковь православная, школа. За 5 вёрст — 2 рыбных завода. За 7 вёрст — рыбный завод. За 8 вёрст — почтовая станция, рыбный завод. За 9 вёрст — рыбный завод. За 10 вёрст — церковь православная, рыбный завод. За 11, 12, 13, 15, 17, 18, 19 и 20 вёрст — рыбные заводы.
- Кизий Мыс — село при реке Дедово, 180 человек, 30 дворов, ссудо-сберегательное общество.
- Новоивановка — село при реке Дедово, 48 человек, 9 дворов, школа, лавка.
- Софиевка — село при Днепровском лимане, 194 человека, 37 дворов, лавка.